# Syzygiella sonderi
Syzygiella sonderi là một loài rêu tản trong họ Jungermanniaceae. Loài này được (Gottsche) Feldberg, Kathrin, Váňa, Hentschel & J. Heinrichs miêu tả khoa học lần đầu tiên năm.